# Spazio vitale
Spazio vitale (italiano para "espaço vital") foi o conceito de expansionismo territorial do fascismo italiano. Foi definido em termos universais como "aquela parte do globo sobre o qual se estende tanto os requisitos vitais como o ímpeto expansionista de um Estado com organização unitária forte que visa satisfazer as suas necessidades por meio da expansão para além das suas fronteiras nacionais".  É semelhante ao conceito de Lebensraum do Partido Nazista Alemão. 
A extensão territorial do  spazio vitale  italiano iria cobrir o Mediterrâneo como um todo (Mare Nostrum) e a África do Norte do Oceano Atlântico ao Oceano Índico.  Deveria ser dividido em piccolo spazio ("espaço pequeno"), que deveria ser habitado apenas pelos italianos, e grande spazio ("grande espaço") habitado por outras nações que ficariam sob a esfera de influência italiana.  As nações do grande spazio estariam sujeitas ao domínio e proteção italiana, porém deveriam manter suas próprias línguas e culturas.  A ideologia fascista Giuseppe Bottai comparava esta missão histórica aos feitos dos antigos romanos, indicando que os novos italianos iriam "iluminar o mundo com a sua arte, instrui-lo com o seu conhecimento e dar uma estrutura robusta para seus novos territórios com a sua técnica administrativa e competência". 